# Vitina (Bośnia i Hercegowina)
Vitina – wieś w Bośni i Hercegowinie, w Federacji Bośni i Hercegowiny, w kantonie zachodniohercegowińskim, w mieście Ljubuški. W 2013 roku liczyła 1951 mieszkańców, z czego większość stanowili Chorwaci.